# Bảo tàng Nghệ thuật kim loại ở Wrocław
Bảo tàng Nghệ thuật kim loại ở Wrocław (tiếng Ba Lan: Muzeum Sztuki Medalierskiej we Wrocławiu) là một bảo tàng tọa lạc tại số 35 phố Casimir Đại đế, Wrocław, Ba Lan. Bảo tàng này là một trong những chi nhánh của Bảo tàng Thành phố Wrocław (MMW). Bảo tàng bố trí triển lãm bên trong Cung điện Hoàng gia (Spätgen). Tòa cung điện này cũng là trụ sở của một chi nhánh khác của MMW là Bảo tàng Lịch sử.
Bảo tàng được thành lập vào năm 1965. Hoạt động của bảo tàng tập trung vào việc thu thập các bộ sưu tập trong lĩnh vực nghệ thuật kim loại và huân chương danh dự. Bảo tàng Nghệ thuật kim loại ở Wrocław là bảo tàng duy nhất thuộc loại hình này ở Ba Lan.

## Trụ sở của bảo tàng
Trụ sở của bảo tàng là một tòa nhà lịch sử được xây dựng vào năm 1719. Cụ thể, vào năm đó, Nam tước Heinrich Gottfried Spaetgen (1680 - 1750) đã mua lại một dinh thự nhỏ có vườn, và trên vị trí của dinh thự, ông cho xây dựng một cung điện theo phong cách kiến trúc Baroque của Viên, dựa trên bản thiết kế của một kiến trúc sư và nhà điêu khắc nổi tiếng người Áo tên là Johann Bernhard Fischer von Erlach.